# 음성 본성리 미륵불
음성 본성리 미륵불(陰城 本城里 彌勒佛)은 충청북도 음성군 맹동면에 있다. 2001년 12월 7일 음성군의 향토문화유적 제3호로 지정되었다.

## 개요
미륵불은 미래에 중생을 구제한다는 부처로 어려운 시기마다 민간에서 미륵신앙의 열기가 성행하였다.  이 미륵불은 하반신의 밑 부분은 매몰 되고 상반신만이 노출되어 있는데, 높이는 약 213cm로 머리에는 보관(寶冠)을 얹어 놓았으며, 얼굴의 각 부위는 마멸되어 있다. 손 모양은 양손 모두 손가락을 펼쳐 가슴에 대고 있으며, 양 어깨는 균형이 맞지 않으나 넓게 표현하여 당당해 보인다. 이 불상의 유래는 기록이 없어 알 수 없으나 부근 일대가 절터였다고 전해지고 있으며, 고려시대 후기에 조성된 것으로 추정된다.

## 참고 문헌
- 본성리미륵불(本城里彌勒佛)